# Liste der Monuments historiques in Tresbœuf
Die Liste der Monuments historiques in Tresbœuf führt die Monuments historiques in der französischen Gemeinde Tresbœuf auf.

## Liste der Bauwerke
| Bezeichnung                  | Beschreibung                                | Standort          | Kennzeichnung | Schutzstatus | Datum     | Bild           |
| ---------------------------- | ------------------------------------------- | ----------------- | ------------- | ------------ | --------- | -------------- |
| Château du Plessix (Schloss) | auch auf dem Gebiet der Gemeinde La Couyère | Le Plessis (Lage) | PA00090538    | Inscrit      | 1962 1992 | weitere Bilder |